# Zespół Regionalny „Nasza Wola”
Zespół Regionalny „Nasza Wola” – krakowski zespół ludowy, który powstał w 1977 przy Kole Gospodyń Wiejskich w Woli Batorskiej. W jej repertuarze znajdują się pieśni weselne, biesiadne oraz kolędy i pastorałki. 
Zespół kultywuje również tradycje ludowe regionu. Wśród prezentowanych przez niego widowisk obrzędowych znajdują się m.in. „Swaty”, „Wesele krakowskie” oraz „Kiszenie kapusty”. Zespół otrzymał Basztę na Ogólnopolskim Festiwalu Kapel i Śpiewaków Ludowych w Kazimierzu Dolnym w 1990 r.